# Laccogrypota atrocoerulea
Laccogrypota atrocoerulea är en insektsart som beskrevs av Schmidt 1920. Laccogrypota atrocoerulea ingår i släktet Laccogrypota och familjen spottstritar. Inga underarter finns listade i Catalogue of Life.